# Senna anthoxantha
Senna anthoxantha là một loài thực vật có hoa trong họ Đậu. Loài này được (Capuron) Du Puy & R.Rabev. miêu tả khoa học đầu tiên.